# Velika Vrbica
Velika Vrbica (srbsky Велика Врбица) je vesnice ve východní části Srbska, administrativně spadající pod opštinu (obec) Kladovo. Rozkládá se v rovinaté krajině na břehu řeky Dunaje u hranice s Rumunskem. V roce 2011 zde žilo 792 obyvatel.
Z národnostního hlediska je obyvatelstvo většinově srbské národnosti (cca 97 %). Menšinově je zde zastoupena vlašská národnost.
Obec se nachází na mírném ostrohu nad řekou Dunajem. Prochází ní jen jediná komunikace místního významu. Občanská vybavenost je minimální, stojí zde jen budova pošty. Má také kostel svatého archanděla Michaela a kulturní dům.